# Ələkbər Məmmədov
Ələkbər Məmmədov, oroszul: Алекпер Амирович Мамедов (Baku, 1930. május 9. – Baku, 2014. július 28.) szovjet válogatott azeri labdarúgó, csatár, edző. Az azeri válogatott szövetségi kapitánya (1992–1993).

## Pályafutása

### Klubcsapatban
1948 és 1953 között a Nyeftyanik Baku, 1953 és 1959 között a Gyinamo Moszkva, 1960–61-ben ismét a Nyeftyanik labdarúgója volt. A Gyinamóval négy szovjet bajnoki címet nyert.

### A válogatottban
1958–59-ben négy alkalommal szerepelt a szovjet válogatottban.

### Edzőként
1963 és 1965 között illetve 1971–72-ben korábbi csapata a Nyeftyanik Baku vezetőedzője volt. 1992–93-ban az azeri válogatott első szövetségi kapitányaként tevékenykedett.

## Sikerei, díjai
Gyinamo Moszkva
- Szovjet bajnokság
  - bajnok: 1954, 1955, 1957, 1959